# 慢性外傷性脳症
慢性外傷性脳症（まんせいがいしょうせいのうしょう、chronic traumatic encephalopathy; CTE）とは、頭部への衝撃から生じる脳震盪などの脳への反復する傷害が原因となり、脳変性による認知症に似た症状を持つ進行性の脳症をきたす神経変性疾患。最初にボクサーで見出されたことから俗にパンチドランカー（和製英語）と呼ばれており、他にもパンチドランク症候群(punch-drunk syndrome)、拳闘家痴呆(dementia pugilistica; DP)、慢性ボクサー脳症、外傷性ボクサー脳症、慢性ボクシング外傷性脳損傷、ボクサー認知症。などの別称がある。しかしこの疾患は、アメリカンフットボール、アイスホッケー、サッカー、プロレスリング、野球、剣道などの接触の多いスポーツ（コンタクトスポーツ）の多くでみられているほか、脳震盪を繰り返した兵士にもみられている。
頭部への衝撃による外傷性脳損傷が発症の起因となる点が、アルツハイマー病やパーキンソン病など他の神経変性疾患と異なっているが、タウタンパク質の過剰なリン酸化によって神経変性が引き起こされるタウオパチーであることは共通しており、死後に脳を解剖することによってしか最終的な診断ができないことから、これらの疾患と混同されることが非常に多い。

## 症状
軽度な外傷性脳損傷を繰り返し受けてから数年から数十年経って、記銘力低下、易攻撃性、錯乱、抑うつ状態などの認知症症状を呈する。これらの症状が悪化することによって社会生活だけでなく、日常の生活でさえ著しく困難になる場合もある。アルツハイマー病やパーキンソン病などとの鑑別が困難なことが多い。
具体的な症状は以下の通りであるが、同様に脳の器質的障害に起因する認知症の症状などにも類似した各種障害や人格変化が現れることが往々にある。
- 頭痛・痺れ・身体の震え・吃音（どもり）・バランス感覚の喪失
- 認知障害（記憶障害・集中力障害・認識障害・遂行機能障害・判断力低下・混乱等）
- 人格変化（感情易変、暴力・暴言、攻撃性、幼稚、性的羞恥心の低下、多弁性・自発性・活動性の低下、病的嫉妬、被害妄想等）

ボストン大学医学部のロバート･キャントゥらによる研究では、慢性外傷性脳症の重症度について4段階のステージを設定している。
- ステージ1　頭痛
- ステージ2　鬱、攻撃性、怒り、短期間の記憶障害
- ステージ3　認知障害
- ステージ4　本格的な認知症、パーキンソン病（体の震え、歩行障害）

## 要因
頭部に強い衝撃を繰り返し受けることがパンチドランカーの危険因子になると一般的には考えられているが、頭部に衝撃を繰り返し受けている全てのアスリートが発症しているわけでは無く、2005年ごろから本格的な研究が始まったばかりの疾患ということもあり詳しいことはまだ判明しておらず、遺伝の可能性や被曝の程度など様々な研究調査が続けられている。
格闘技におけるダウンは、いわゆる脳震盪が最大の要因である。「震盪」とは、激しく揺り動かす・激しく揺れ動く、という意味で、脳震盪とは脳が頭蓋内で強く揺さぶられることを指す。脳震盪により、大脳表面と大脳辺縁系および脳幹部を結ぶ神経の軸が広い範囲で切断などの損傷を受けることで、ダウンが起こる。
ボクシングは他の格闘技と比べて頭部へダメージが集中するためパンチドランカーに陥り易いとされていて、ボクシングをはじめてから平均して15年後ぐらいに発症する選手が多く、ボクサーの約20%が患っていると言われている。実際2015年1月30日に発表された米国クリーブランド・クリニックを中心とした研究グループが4年間に渡って収集分析した研究結果でも「ボクサーは総合格闘家と比べて、年齢にかかわりなく全般的に結果が悪く、ボクサーの脳容量は総合格闘家よりも小さく、知的に後れを取っていた」と実証された。アルバータ大学が2015年11月に発表した、試合後の選手が義務付けられているメディカルチェックの10年分、総合格闘家1181人、ボクサー550人を対象にしたメディカルチェックを再調査した結果でも、切り傷や捻挫などの軽症を負った選手はボクサーの49.8%に対して総合格闘家が59.4%と上回ったが、脳震盪や失神、骨折や目の損傷などの重症を負った選手は総合格闘家の4.2%に対してボクサーが7.2%と上回り同様に実証された。その理由については、ボクシングは攻撃が許されている範囲が頭部と胴体に限定されているため、ルール的に頭部へダメージが集中しやすい構造となっており、関節技やローキックなど頭部以外へダメージが分散される他の格闘技よりも頭部のダメージの多くなっていることや、特にプロボクシングは勝利のために相手をノックアウトすることを狙う格闘技であり、興行という観点からも派手なノックアウト勝利を至上とする風潮が根強いためノックアウトを奪いやすい頭部への打撃が多いこと、ボクシングは試合時間（ラウンド数）が他の格闘技より長いためダメージが蓄積しやすいこと、などが指摘されている。
ボクシング、空手、キックボクシング（K-1）、総合格闘技、プロレスなどの格闘技選手に限らず、競技中に激しい衝突が起きるラグビー、アメリカンフットボールなどの選手、落馬事故によって頭部への受傷を経験した競馬の騎手、またスポーツ選手以外にも、爆風で飛ばされた兵士、家庭内暴力の被害者、ヘッドバンギングの経験者などにもパンチドランカーの症状が見られることがある。相撲においても発症の危険性が週刊誌筋の報道で示唆されている。

## 病理
脳にはタウタンパク質の蓄積と、脳組織の変性が認められる。
脳組織の変性としては、前頭皮質、側頭皮質及び側頭葉の萎縮から来る、脳重量の減少が特徴的であり、側脳室と第三脳室の膨張がしばしばあり、稀な事例として第四脳室膨張が見られることもある。青斑核及び黒質の蒼白、嗅球、視床、乳頭体、脳幹、小脳の萎縮が認められ、さらに病状が進んだ場合 海馬 、内嗅皮質、扁桃体の著しい萎縮が見られることがある。
タウタンパク質の蓄積により、神経原線維変化や、神経突起・グリア細胞の異常が引き起こされている。一方ベータアミロイドの蓄積は比較的珍しい。

## 診断
今のところ生きている間の診断は不可能で、死後に脳を解剖することでしか最終的な診断ができない。核磁気共鳴画像法などの高度な画像診断技術によって、脳内の器質的変化を見出そうとする研究が行われている。たとえばタウタンパク質に特異的に結合するようなトレーサーがあれば、ポジトロン断層法によってタウタンパク質の蓄積を見出すことができるはずである。しかし未だ実用に達したものはない。

## 予防法
脳への影響は打撃による累計的な損傷量、つまりダメージの蓄積がもっとも警戒すべき点であるとされている。それゆえ選手・競技者としてのキャリアが豊富かつ長期に渡る者や、激しいファイトを特徴とした選手ほど細心の注意が求められることになる。
最大の予防法は、脳にダメージを与えないことである。とは言っても、格闘技を行う以上、頭部へ打撃を全く貰わないというのは難しい。ディフェンス能力を徹底して高めたり、スパーリングでは、全力で顔面を殴らない。ヘッドギアを必ず着用する。キャリアが長期になるほど危険であるので、引退の時期を誤らないように注意することも重要である。元プロボクサーのフロイド・メイウェザー・ジュニアは、叔父のロジャー・メイウェザーや面会したモハメド・アリの症状を見て、回避と防御を重視し危険を冒さずにポイントを取る戦術を徹底したことで、自身は心身ともに正常だと公言している。
パンチドランカーとその症状を避けるためには、周囲の証言を聞き出すことや定期的な脳の検査（脳室拡大および白質の瀰漫性萎縮）を続けることが必要不可欠である。どんな小さなサインも見過ごさないようにすることが、悪化させない最良の手段である。近年では、多くの格闘技団体で試合前後の脳の検査を義務付けている。

## 研究
数多くのNFLスター選手を筆頭に、NHL選手、プロレスラー、MLS選手、ボクサーのミッキー・ウォードなどが死後、CTE研究のために脳を提供することを表明している。

## CTEと診断された事例

### アメリカンフットボール
2005年、アメリカンフットボールのスター選手であったマイク・ウェブスターの脳から、アメリカンフットボール選手として初めてCTEが発見される。CTEと診断された最も若いアメリカンフットボール経験者は17歳。アマチュアを含むアメリカンフットボール経験者の脳からCTEが確認されており、現役中に殺人を犯し、終身刑判決を受け自殺したアーロン・ヘルナンデスも深刻なCTEが診断されている。2013年4月9日には約4200人の元NFL選手が脳震盪の危険性を隠していたとしてNFLを告訴している。

### アイスホッケー
2009年にはじめてアイスホッケーの選手の脳からCTEが発見される。他に有名選手を含んだ数人のNHL選手がCTEと診断されている。

### プロレスリング
2007年、妻と子供を殺して自殺したWWEのプロレスラー、クリス・ベノワの脳からCTEが発見される。2009年、アンドリュー・マーチンの脳からCTEが発見される。
2014年、ビリー・ジャック・ヘインズはWWEに対して、WWF時代に受けた頭部へのダメージや脳震盪が原因で外傷性脳損傷を患ったとして告訴を行った。ヘインズ対WWE訴訟は2016年末までにロード・ウォリアー・アニマルら、60名余りの元レスラーがCTE患者として原告に名を連ねる集団訴訟に発展した。しかし、司法側は元レスラーたちの多くがWWE以外の他団体でも活動していた事に着目し、WWEでの試合のみにCTEとの因果関係を帰結させることは困難として請求を却下している。

### 野球
2012年12月22日、フロリダ州ジャクソンビルの自宅で自殺した元MLBの外野手ライアン・フリールの遺族は、フリールがCTEであったことを公表した。この発表は頭部への衝撃が少なくCTEとは無縁と思われていた野球でも発症することが関係者に驚きを与えたと同時に、フリールの代名詞であったダイビングキャッチをはじめとするハッスルプレーの負の側面を示唆するものとなった。

## 疾患の疑いがある選手
先述の通り、CTEは存命中に診断することは出来ない。従って存命中の人物については全て「疑い」の域を出るものではない。アルツハイマー病をはじめとするCTE以外の疾患である可能性も十分に考えられる。
- モハメド・アリ(ボクシング)　パーキンソン症候群、体の震えや筋硬直、喋りと動作の緩慢を特徴とする神経変性疾患[21]。
- ロジャー・メイウェザー(ボクシング)　昔の記憶の大部分を喪失し、甥のフロイド・メイウェザー・ジュニアを誰か認識できない、徘徊を繰り返すなどの症状があった。
- シュガー・レイ・ロビンソン(ボクシング)　アルツハイマー病[22]。
- 高橋ナオト(ボクシング) 著書「ボクシング中毒者」で告白。自転車で真っ直ぐ進むことが出来ず電柱にぶつかる、手の震えを抑えきれずにラーメンの汁をこぼしてしまう。
- たこ八郎(ボクシング) 引退の原因となった。一時期二桁以上の文字すら記憶できなかった程の記憶障害や寝小便等の排泄障害にも悩まされたという。
- ピューマ渡久地(ボクシング) てんかんの発作を何度も起こし、自分の年齢や家族の顔もわからないほどの記憶障害。さらに右半身の麻痺にも悩まされている。
- 前田宏行(ボクシング) 自らのブログで告白し、引退することを明言。
- フロイド・パターソン(ボクシング)　アルツハイマー病、妻の名前を覚えられないほどの記憶障害が原因でアスレチックコミッションを辞任[23]。
- ウィルフレド・ベニテス(ボクシング)　心神喪失状態。
- ジェリー・クォーリー(ボクシング)　アルツハイマー病、認知症、1983年にCTスキャン撮影で脳萎縮を確認。引退後、食事と着替えに介護者が必要となる。
- マイク・クォーリー（英語版）(ボクシング)　拳闘家認知症。
- ジミー・エリス(ボクシング)　アルツハイマー病、晩年は既に亡くなっていた妻をまだ生きていると思い込んでいた。
- エミール・グリフィス(ボクシング)　晩年は全面的な介護が必要となった。
- メルドリック・テーラー(ボクシング)　医学的理由でボクシングライセンスの交付を拒否され引退[24]。引退後、テレビのインタビューで現役時代とは違い酷く吃った喋り方で話し現役時代を知る視聴者に衝撃を与えた。
- ジミー・ヤング (ボクシング)（英語版）　自身の麻薬関連の裁判で慢性外傷性脳損傷であるとして減刑を求めた。
- ボー・ジャック（英語版）(ボクシング)　重度の認知症。椅子に座りなにもない空中にひたすらパンチを繰り出していた。
- アーニー・テレル(ボクシング)　認知症。
- ウィリー・ペップ(ボクシング)　拳闘家痴呆。
- ボビー・チャコン(ボクシング)　拳闘家認知症、認知症。
- レオン・スピンクス(ボクシング)　認知症。
- ジェフ・ホーン(ボクシング)　記憶障害があり脳の検査を受けたところ、医者から「このまま続けたらさらに悪化し、脳がもっとダメージを受けるリスクが非常に高い」と言われ引退[25]。
- ミッキー・ウォード(ボクシング)　2006年頃に診断され、週に3〜5日は夜中に酷い頭痛と吐き気で目を覚まし、鎮痛剤を飲む生活を続けている[26]。
- フレディ・ローチ(ボクシング)　パーキンソン病。
- ゲーリー・グッドリッジ(K-1、総合格闘技) - 告白し、引退。自身の発言によると軽い認知障害があるといい、会話の途中で何を話していたか分からなくなるとしている。
- 大木金太郎(プロレスリング)　晩年はパンチドランカーの症状を呈して介護生活を余儀なくされていた[27]。
- ダイナマイト・キッド(プロレスリング)　試合中のアクシデントにより椎間板に重傷を負い手術を受けた影響で晩年は歩行もままならない車椅子生活を送ることとなった[28]。切り札としといたダイビング・ヘッドバットと脳震盪との関連性が示唆されたレスラー[29]。
- クリス・ベノワ(プロレスリング)　死後に慢性的な外傷性脳損傷で85歳程度のアルツハイマー患者の脳に酷似していたと診断された。
- ボールズ・マホーニー(プロレスリング)　死後に慢性外傷性脳症と診断された。
- ブライアン・ダニエルソン(プロレスリング)　慢性外傷性脳症の兆候が見られると診断を受け一度引退するが、医学検査に合格して再びプロレスに復帰した。

## フィクションでの使用例
- ロッキー5 - ロッキー・バルボア
- あしたのジョー - 矢吹丈、カーロス・リベラ
- はじめの一歩 - 猫田銀八、ラクーン・ボーイ、ジミー・シスファー、幕之内 一歩
- がんばれ元気 - 海道卓
- ボーイズ・オン・ザ・ラン - 鈴木
- 喧嘩商売 - マイルズ・バンバー
- 仮面ライダーオーズ/OOO - 岡村一樹
- あいくるしい - 中川竜一
- 天上天下唯我独尊 - 安岡条二